# Joseph Zimmermann (Geistlicher, 1849)
Joseph Zimmermann SMA (* 25. April 1849 in Weggis; † 19. Juli 1921 in Savannah, Georgia) war ein Schweizer römisch-katholischer Missionar.

## Leben
Joseph Zimmermann war der Sohn des Landwirts Alois Zimmermann und dessen Ehefrau Katharina, geb. Lottenbach.
Er besuchte die Grundschule in Weggis und von 1866 bis 1867 das Gymnasium Luzern und von 1867 bis 1869 das Kollegium St. Michael in Freiburg im Üechtland; daran schloss sich noch eine weitere Ausbildung am Le Collège de l’Abbaye in Saint-Maurice an. 1873 begann er ein Studium der Philosophie und der Naturwissenschaften an der Universität Innsbruck. Im Oktober 1873 setzte er mit einem Theologiestudium an der Universität Mainz fort und beschloss in seinem ersten Jahr des Studiums, sich der Gesellschaft der Afrikamissionen anzuschliessen; so kam er zur weiteren Ausbildung im Oktober 1874 nach Lyon, dort wurde er am 18. Dezember 1875 als erster Schweizer Mitglied der Gesellschaft. Im Sommer 1876 entsandte die Gesellschaft ihn nach Nizza, dort erfolgte am 23. September 1876 seine Ernennung zum Diakon und am 29. September 1876 die Priesterweihe. Er lehrte dann noch in Lyon bis 1879 dogmatische Theologie und unternahm einige Spendensammlungen im deutschsprachigen Raum.
Am 24. Februar 1880 reiste er nach Afrika und kam am 3. April in Lagos an und reiste weiter nach Benin und Dahomey; aufgrund gesundheitlicher Probleme blieb er jedoch nur wenige Monate im afrikanischen Raum und kehrte dann wieder zurück. Darauf erhielt er den Auftrag, weiter Spendenaktionen in Amerika und erneut im deutschsprachigen Raum durchzuführen. Aufgrund seiner Vielsprachigkeit und seiner Redegewandtheit erhielt er diverse Spenden.
1878 war eine Niederlassung der Gesellschaft der Afrikamission in Cork in Irland gegründet worden, um Freiwillige für die Arbeit in den britischen westafrikanischen Missionen der Gesellschaft zu gewinnen. Es bewarben jedoch nur wenige geeignete Kandidaten, dazu kam, dass sich die irische Kirche mit lokalen Problemen beschäftigte und die Gesellschaft nicht willkommen war. Joseph Zimmermann wurde nun beauftragt, nach Irland zu reisen, um dort vor Ort als Superior die Situation zu überprüfen und Massnahmen zur Verbesserung einzuleiten.
Es gelang ihm, die örtliche Kirche für seine missionarische Sache zu gewinnen und den modernen irischen Katholizismus, indem er an die irische Missionsgeschichte vom 6. bis zum 9. Jahrhundert erinnerte, dass Irland einen Platz unter den grossen Missionsnationen einnehmen sollte; hieraus entwickelte sich eine starke irische Missionsbewegung, deren Gründer er war, hinzu kam sein Anteil an der Gründung der irischen Ordensprovinz der Gesellschaft der Afrikamissionen.
Der Generalsuperior Augustin Planque verfolgte das Ziel, dass zur Wahrung der Einheit der Gesellschaft ein sichtbares Zentrum erforderlich sei, in dem sich die Kandidaten aus verschiedenen Ländern weiterbilden und austauschen könnten. Joseph Zimmermann war der Überzeugung, dass hierbei der Einfluss aus Irland stärker ausgeprägt sein müsse, um so auch die Bischöfe, Priester und einfachen Menschen für die Sache zu gewinnen, und kam dadurch mit der Ordensleitung in Konflikt. Als die irische Provinz am 15. Mai 1912 gegründet wurde, erhielt Stephen Kyne die Leitung; zu diesem Zeitpunkt hatte Joseph Zimmermann bereits im Jahr zuvor Irland verlassen, um in den USA in der afroamerikanischen Pfarrei St. Anthony in Savannah, Georgia, einen neuen Posten als Seelsorger zu übernehmen.
Eine Einladung der irischen Provinz, die letzten Lebensjahre unter den irischen Mitgliedern zu verbringen, konnte er vor seinem Tod nicht mehr beantworten.